# Wendy Reves
Wendy Reves (geboren am 2. Mai 1916 in Marshall (Texas) als Wyn-Nelle Russell; gestorben am 13. März 2007 in Menton) war ein amerikanisches Model, eine Kunstsammlerin und Mäzenin. In den 1940er Jahren arbeitete sie zunächst in New York City und später auch in Paris für Modeaufnahmen, die von Zeitschriften wie Harper’s Bazaar und Vogue veröffentlicht wurden. Zusammen mit ihrem dritten Ehemann Emery Reves trug sie in ihrem Haus in Roquebrune-Cap-Martin eine umfangreiche Kunstsammlung zusammen, die sie später dem Dallas Museum of Art stiftete.

## Leben

### Jugend
Wyn-Nelle Russell kam 1916 als einziges Kind von David L. Russell und seiner Frau Blanche Korean Murphy im texanischen Marshall zur Welt. Ihre Kindheit war geprägt von häufigen Wohnortwechseln und Konflikten zwischen den Eltern. Sie wuchs zunächst in Hallsville auf, wo ihr Vater einen Frisiersalon betrieb. Ihre Mutter trug mit Musikunterricht zum Familieneinkommen bei. 1921 zog die Familie nach Marshall. Hier unterhielt der Vater ein Herrenmode- und Textilreinigungsgeschäft. Wenig später ließen sich die Eltern scheiden und die Mutter zog mit Wyn-Nelle Russell zu den Großeltern, die auf einem Bauernhof außerhalb von Marshall lebten. Ein weiterer Umzug folgte 1930 nach Haynesville (Louisiana). Hier erhoffte sich die Mutter bessere Arbeitsbedingungen und eröffnete eine Pension. Nachdem die Eltern erneut geheiratet hatten, lebte die Familie ab 1932 in San Antonio, wo der Vater als Gebrauchtwagenhändler arbeitete.

### Karriere als Model und erste Ehen
Mit 16 Jahren, als Wyn-Nelle Russell noch zur High School ging, führte sie erstmals Kleider in einem Textilgeschäft in San Antonio vor. Wenig später lernte sie ihren ersten Mann Al Schroeder kennen, der als Lieutenant bei der Luftwaffe diente. Die Hochzeit fand am 17. Geburtstag von Wyn-Nelle Russell auf einem Luftwaffenstützpunkt in Honolulu auf Hawaii statt. Ein Jahr später kam der Sohn Arnold Leon Schroeder zur Welt. Ihr Mann wurde später nach Washington, D.C. versetzt, wo Wyn-Nelle Schroeder erneut als Model arbeitete. Beispielsweise posierte sie für Fotos in Anzeigen der Immobilien- und Bekleidungsbranche. Da die Ehe unglücklich verlief, ließ sich das Paar scheiden. Sie nahm danach den Geburtsnamen Wyn-Nelle Russell an und zog zurück nach San Antonio.
Um ihre Modelkarriere voranzubringen, ließ sich Wyn-Nelle Russell 1939 in New York City nieder. Hier arbeitete sie zunächst im Vorführraum eines Textilgroßhändlers. 1940 heiratete sie den Pianisten Paul Baron, der als Orchesterleiter der Chesterfield Radio Show mit Perry Como Bekanntheit erlangte. Durch ihn lernte sie Musiker wie Mario Lanza und The Andrews Sisters, Schauspieler wie Cary Grant und Errol Flynn oder den Produzenten Howard Hughes kennen. Seit Anfang der 1940er Jahre nannte sie sich Wendy Russell. Nachdem die Modelagentur von John Robert Powers sie unter Vertrag nahm, erhielt sie in der Folgezeit zahlreiche Aufträge für Anzeigen. Ihr Name wurde häufig in Zeitungen erwähnt, was bei Models in der damaligen Zeit selten vorkam.

### Mit Emery Reves in Europa
Kurz nach Kriegsende 1945 traf Wendy Russell erstmals den ungarischen Journalisten Emery Reves; Ende der 1940er Jahre begannen beide eine feste Beziehung miteinander. Die Ehe mit ihrem zweiten Mann Paul Baron war bereits gescheitert, sie hatte jedoch nicht die Absicht, erneut zu heiraten. Stattdessen lebte sie mit Reves die nächsten Jahre in „wilder Ehe“ zusammen, was für die Zeit eher ungewöhnlich war. Sie setzte zunächst ihre Modelkarriere fort und Zeitschriften wie Vogue oder Harper’s Bazaar veröffentlichten Fotos mit ihr. Das Paar reiste viel und hielt sich meist in Hotels auf. Hierzu gehörten das Plaza in New York, das Royal Monceau in Paris oder das Claridge’s in London. Darüber hinaus besuchten sie Genf, Florenz, Venedig, Berlin und Lissabon. Im Winter fuhr das Paar zum Skifahren nach St. Moritz, den Sommer verbrachten beide an der Côte d’Azur. 1953 entschieden sie sich für einen dauerhaften Wohnsitz und kauften die Villa La Pausa, die der Modeschöpferin Coco Chanel gehört hatte. Der Verleger Lord Beaverbrook und der Maler Graham Sutherland gehörten dort zu den Nachbarn. Sutherland schuf später Porträts von Wendy Russell und ihrem Mann.
Die Villa La Pausa wurde von dem Paar Russell-Reves stilvoll mit Antiquitäten und einer umfangreichen Kunstsammlung eingerichtet. Die Kunstwerke hatte Emery Reves teilweise schon erworben, bevor er Wendy Russell kennenlernte. Andere Objekte suchten beide gemeinschaftlich für das Haus aus. Die Villa entwickelte sich schnell zu einem beliebten Treffpunkt und zahlreiche berühmte Gäste kamen in das Haus. Dazu zählten die Modeschöpfer Edward Molyneux und Hubert de Givenchy, die Schauspieler Noël Coward und Greta Garbo, der Schriftsteller William Somerset Maugham, der Violinist Nathan Milstein, die Mäzenin Mary Woodard Lasker, der Designer Raymond Loewy, der Bankier Eugène Daniel von Rothschild und seine Frau Jeanne Stuart, die Präsidentenmutter Rose Kennedy und Präsidentengattin Lady Bird Johnson, der spätere US-Vizepräsident Hubert H. Humphrey, französische Politiker wie Paul Reynaud und Kulturminister André Malraux.
Bekanntester Gast in der Villa La Pausa war Winston Churchill, dessen Bücher Reves publizierte. Churchill verbrachte ab 1955 mehrfach seinen Urlaub bei dem Paar Reves-Russell. Er schätzte seine Gastgeber außerordentlich und kam meist mit zahlreichen Mitarbeitern, die in Nebengebäuden untergebracht waren. Während seiner Anwesenheit schrieb er an Manuskripten und arbeitete als Hobbymaler an Gemälden. Er zog wiederum andere prominente Gäste an, darunter der deutsche Bundeskanzler Konrad Adenauer, der französische Präsident René Coty, der britische Generalfeldmarschall Bernard Montgomery, Premierminister Anthony Eden, Minister Rab Butler, der Duke of Windsor und seine Frau Wallis Simpson, Fürst Rainier von Monaco und Grace Kelly und der Reeder Aristoteles Onassis.
Mit zunehmendem Alter überlegte sich das Paar, wie eine Absicherung für Wendy Russell im Alter und die Zukunft der Kunstsammlung aussehen könnte. Die Kunstsammlung wurde als The Art Limited Collection auf den Bahamas registriert, was vor allem steuerliche Vorteile, aber auch mehr Sicherheit im Erbfall bringen sollte. Zudem entschloss sich das Paar 1964 zur Heirat, die im schweizerischen Thônex erfolgte. In Glion oberhalb des Genfersees richtete sich das Paar einen Zweitwohnsitz ein. Wendy und Emery Reves überlegten, die Villa La Pausa mit ihrer Kunstsammlung in ein Museum umzuwandeln. Bei Verhandlungen mit der Stadt Roquebrune stellte sich jedoch heraus, dass diese nur an den Vermögenswerten Interesse zeigte. Verhandlungen mit dem französischen Staat zur Umwandlung der Villa in ein Museum waren hingegen schon weit vorangeschritten, kamen aber nicht zum Abschluss. Stattdessen entstand die Idee, die Kunstsammlung einem Museum zu überlassen, das die Objekte als Reves-Sammlung zusammenhängend ausstellen sollte. Die Verhandlungen führten allerdings zunächst zu keinem konkreten Ergebnis. 1981 starb Emery Reves.

### Vermächtnis

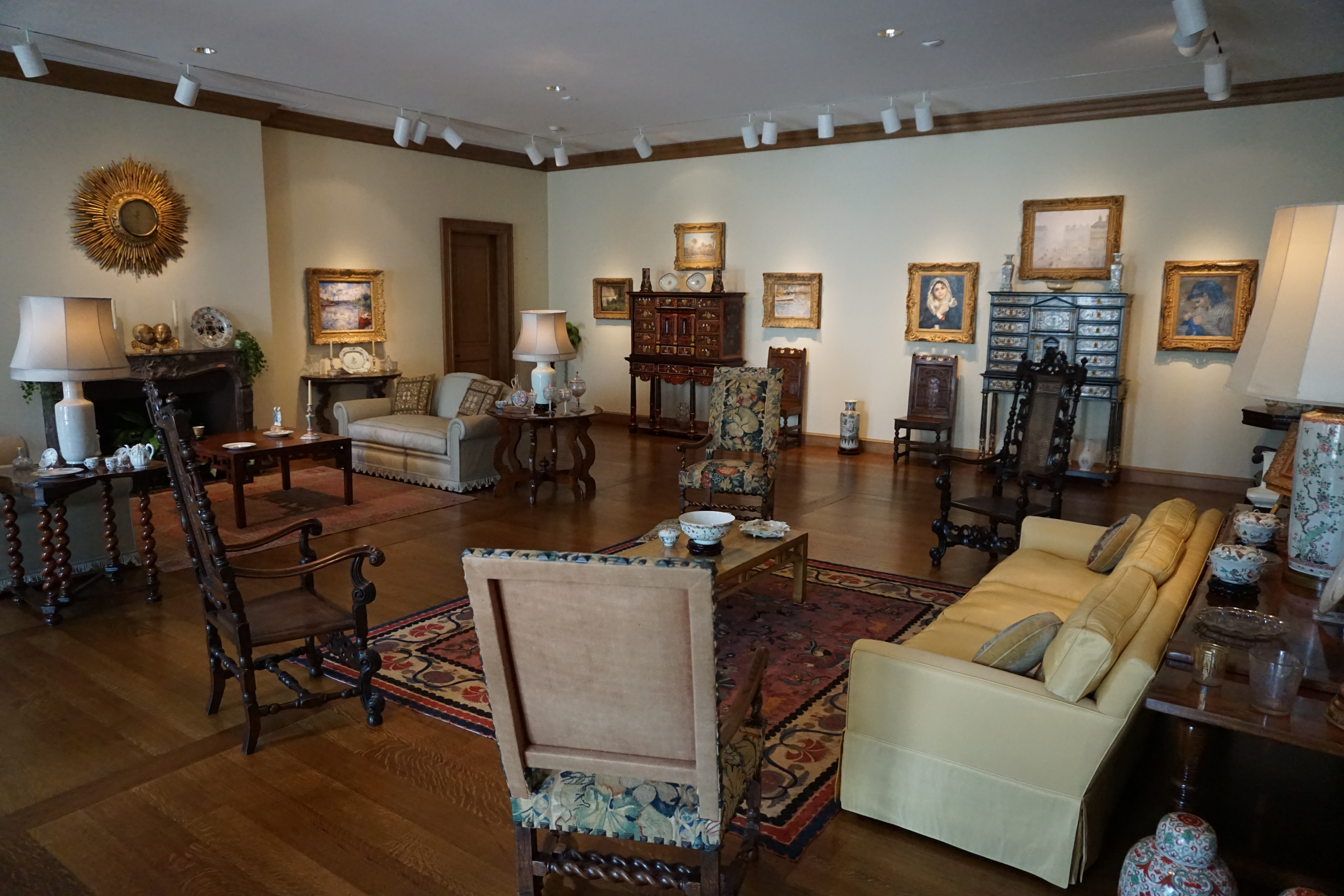
Blick in einen Ausstellungsraum im Dallas Museum of Art, Einrichtung aus dem Salon der Villa La Pausa, an den Wänden Gemälde von Renoir, Morisot und Pissarro.

1985 stiftete Wendy Reves große Teile ihres Vermögens dem Dallas Museum of Art, darunter ihre 1400 Objekte umfassende Kunstsammlung. Wendy Russell konnte das Museum von der Bedeutung der Sammlung überzeugen und ihre Wünsche bezüglich der Sammlungspräsentation durchsetzen. Gemeinsam entwickelte das Museum mit der Stifterin die Idee, am gerade entstehenden Museumsneubau in Dallas einen weiteren Flügel anzufügen, in dem fünf Räume der Villa La Pausa nachgebaut werden sollten. Mit den Gegenständen der Originaleinrichtung sollte ein Eindruck von der kultivierten Lebensweise von Wendy und Emery Reves konserviert werden. Zu den wertvollen Exponaten gehören Gemälde und Zeichnungen von Malern wie Pierre-Auguste Renoir, Berthe Morisot, Camille Pissarro, Paul Cézanne, Claude Monet, Édouard Manet, Vincent van Gogh, Henri de Toulouse-Lautrec, Pierre Bonnard, Gustave Courbet, Paul Gauguin, Alfred Sisley und Edgar Degas. Hinzu kamen Skulpturen, beispielsweise von Auguste Rodin, Barockmöbel und Teppiche, Kunsthandwerk wie Porzellane oder Silberarbeiten und persönliche Erinnerungsstücke, insbesondere an Winston Churchill.
Zum Gedenken an ihren Mann stiftete Wendy Russell 1989 zudem das Reves Center for International Studies (Zentrum für internationale Studien) an der Universität College of William & Mary in Williamsburg (Virginia).